# Augustin Ringeval
Augustin Ringeval (Aubigny-aux-Kaisnes, 13 de abril de 1882 - Amélie-les-Bains, 5 de julho de 1967) foi um ciclista profissional da França.

## Resultados no Tour de France
- Tour de France 1905 : 6º colocado na classificação geral
- Tour de France 1906 : abandonou
- Tour de France 1907 : 8º colocado na classificação geral
- Tour de France 1908 : abandonou
- Tour de France 1909 : abandonou
- Tour de France 1910 : 19º colocado na classificação geral
- Tour de France 1912 : 30º colocado na classificação geral
- Tour de France 1913 : abandonou